# Cassida pusilla
Cassida pusilla es un coleóptero de la familia Chrysomelidae.
Fue descrita científicamente en 1839 por Waltl.